# Dromicodryas bernieri
Espèce
Synonymes
- Herpetodryas bernierii Duméril, Bibron & Duméril, 1854
- Herpetodryas bernieri var. trilineata Boettger, 1877
- Dromicodryas bernieri ramavali Kaudern, 1922
- Liopholidophis pseudolateralis Guibé, 1954

Statut de conservation UICN

 LC  : Préoccupation mineure
Dromicodryas bernieri est une espèce de serpents de la famille des Lamprophiidae. 

## Répartition
Cette espèce est endémique de Madagascar (île de Nosy Be comprise).

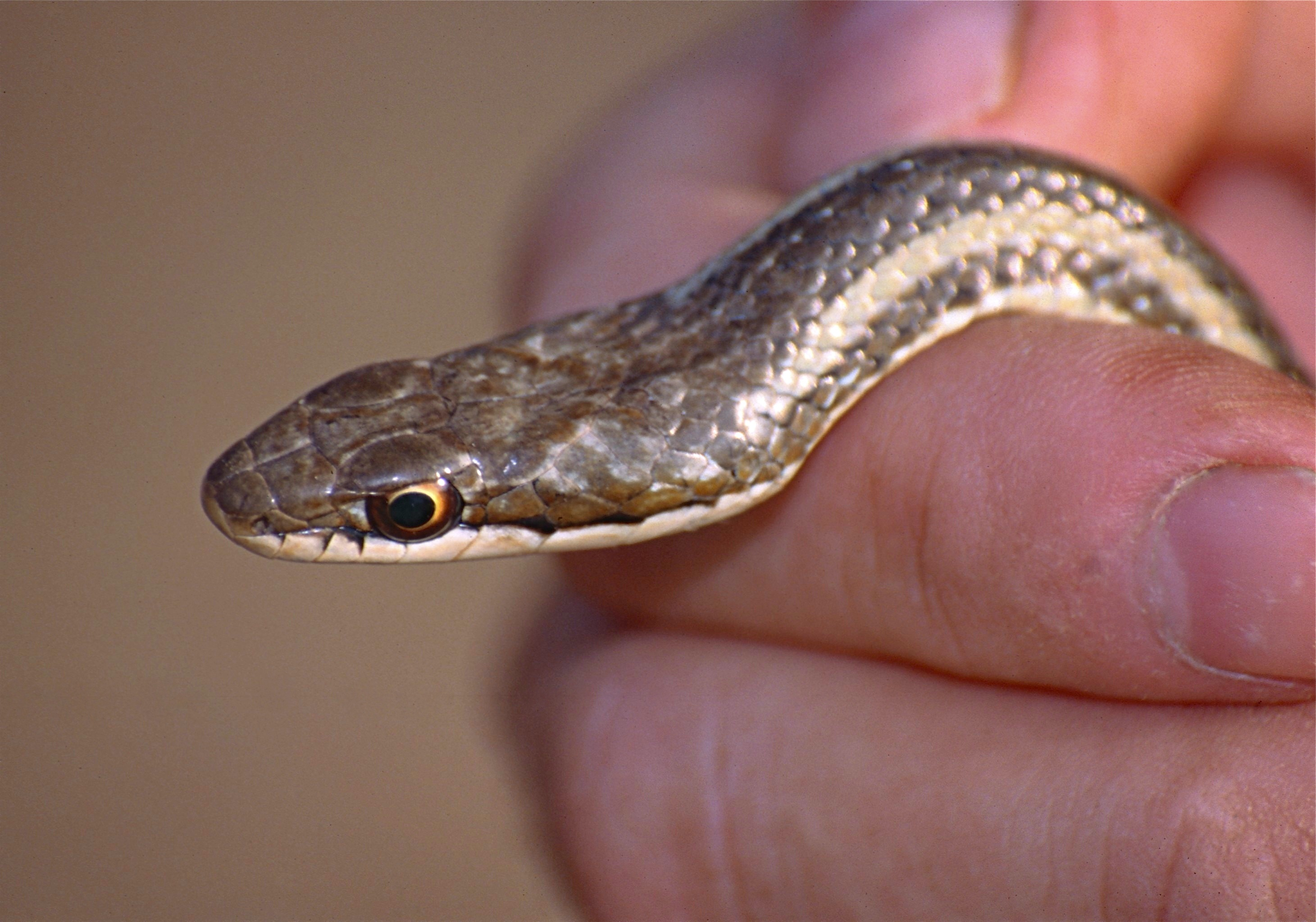

## Étymologie
Cette espèce est nommée en l'honneur du botaniste Alphonse Charles Joseph Bernier (1802–1858) qui a fourni les premiers spécimens.

## Publication originale
- Duméril, Bibron & Duméril, 1854 : Erpétologie générale ou histoire naturelle complète des reptiles. Tome septième. Première partie, p. 1-780 (texte intégral).